# Dennis Conner
Dennis Conner (San Diego, 16 settembre 1942) è un velista statunitense.
Dopo aver vinto una medaglia di bronzo alle Olimpiadi del 1976, ha raggiunto i massimi risultati vincendo per quattro volte l'America's Cup e guadagnandosi il soprannome di Mr. America's Cup. Inoltre è stato due volte campione del mondo nella classe Star, vincendo tutte le singole prove  dell'edizione del 1971, risultato tra i più notevoli della storia della vela.

## America's Cup
Conner ha vinto complessivamente quattro volte l'America's Cup: tre come rappresentante del Paese detentore (1974, 1980 e 1988) e una come sfidante (1987). Inoltre è passato alla storia per essere stato il primo detentore a essere sconfitto dopo 132 anni quando, nel 1983, la sua Liberty fu battuta 4-3 da Australia II. Conner si prese la rivincita nel 1987 andando a vincere in Australia al comando di Stars and Stripes e fu nuovamente sconfitto nel 1995, questa volta per opera dei neozelandesi di Team New Zealand.